# Kevin Stallings
Kevin E. Stallings (Collinsville, 1º ottobre 1960) è un ex cestista e allenatore di pallacanestro statunitense.